# Mandë Holford
Mandë Holford es una química y académica estadounidense. Es profesora asociada de química en Hunter College y en el Centro de Estudios de Posgrado de la Universidad de la Ciudad de Nueva York. Es también investigadora asociada en el Museo Americano de Historia Natural y en el Weill Cornell Medical College.

## Educación y carrera científica
Mandë Holford se graduó en matemáticas y química en el York College de la Universidad de la Ciudad de Nueva York y completó su doctorado en la Universidad Rockefeller. Continuó su carrera científica como investigadora postdoctoral en el laboratorio de Baldomero Olivera en la Universidad de Utah. Posteriormente fue nombrada Science and Technology Policy Fellow de la Asociación Estadounidense para el Avance de la Ciencia (en inglés, American Association for the Advancement of Science o AAAS), periodo durante el cual trabajó bajo la supervisión de Kerri-Ann Jones en la Oficina Internacional de Ciencia e Ingeniería de la Fundación Nacional para la Ciencia de Estados Unidos.

## Investigación
Holford resume su línea de investigación como la vía científica que va “desde los moluscos a la medicina” para el descubrimiento y suministro de nuevos medicamentos. Su laboratorio y equipo de investigación se centran principalmente en la caracterización de péptidos extraídos del veneno de moluscos marinos para identificar posibles tratamientos para el dolor crónico y el cáncer. Su trabajo tiene un alto componente interdisciplinar, ya que integra numerosas disciplinas como la bioquímica, la genómica, la proteómica, la biología evolutiva y la biología celular, con el objetivo de aislar, identificar y caracterizar nuevos péptidos venenosos con potencial terapéutico y desarrollar estrategias para su suministro.

## Diplomacia científica
Holford recibió formación en diplomacia científica durante su periodo como AAAS Science and Technology Policy Fellow en la Fundación Nacional para la Ciencia de Estados Unidos. Desde entonces, ha trabajado en varios proyectos e iniciativas para motivar a científicos en las etapas iniciales de su carrera investigadora a pensar de una manera global sobre el impacto de su investigación. Entre estos proyectos está la Hurford Science Diplomacy Initiative, un programa de seis semanas de duración que imparten Jesse H. Ausubel, Rod Nichols y Mandë Holford en la Universidad Rockefeller. Holford también colabora de manera regular con el Centro de Diplomacia Científica de AAAS en programas de formación en liderazgo global para científicos.
Sus artículos sobre la importancia de formar a jóvenes científicos para construir redes globales haciendo uso de su experiencia, han aparecido en el World Science Forum y en Scientific American. También ha escrito para la revista Science sobre el papel de la ciencia en el restablecimiento de las relaciones diplomáticas entre Estados Unidos y Cuba en 2015.
Holford es miembro vitalicio del Consejo de Relaciones Exteriores.

## Divulgación y comunicación pública
Holford está involucrada activamente en actividades divulgación y educación científica. Es cofundadora de KillerSnails.com, una compañía de juegos educativos que ha sido financiada por la Fundación Nacional para la Ciencia de Estados Unidos y el Small Business Innovation Research Fund, entre otros. Han creado varios juegos como Killer Snails: Assassins of the Sea y Biome Builder, este último galardonado con la International Serious Play Gold Medal en abril de 2018. Holford también ha participado en numerosos programas y eventos como The Moth, Science Friday, NBC Learn and You’re the Expert, para hablar de su investigación y sus experiencias como científica.

## Premios y reconocimientos
- The Root 100 Most Influential African Americans, 2018.[25][26]
- The New Champion Young Scientist Award, World Economic Forum, 2014.[27]
- NSF CAREER Award, 2012.[28]
- Camille Dreyfus Teacher-Scholar Award, 2013.[29]